# Félix de Rávena
San Félix de Rávena (fallecido el 724 d. C.) fue un arzobispo de Rávena de la octava centuria, activo desde 709.
Fue consagrado por el papa Constantino, pero poco después afirmó su independencia respecto a Roma. Cuando Rávena fue capturada por las fuerzas de Justiniano II, Félix fue llevado a Constantinopla, juzgado, cegado y enviado al exilio en Jersón, un puerto situado al norte del Mar Negro en Ucrania. Justiniano fue depuesto en 711 y Félix retornó desde el Ponto a Rávena. Fue reconocido como un gran orador sagrado y recopiló 176 sermones de su predecesor San Pedro Crisólogo. Habla sobre él Angello de Rávena en su Liber Pontificalis I, 137-138. Su fiesta se celebra el 26 de noviembre.